# Chiesa di San Giacomo Maggiore Apostolo (Fanano)
La chiesa di San Giacomo Maggiore Apostolo  è la parrocchiale di Ospitale, frazione di Fanano, in provincia di Modena. Appartiene al vicariato del Cimone dell'arcidiocesi di Modena-Nonantola e risale al XVI secolo.

## Storia
La storia del luogo di culto ad Ospitale inizia almeno nel XVI secolo quando venne edificato con ogni probabilità sulle rovine dell'ospitale in Val di Lamola fondato da sant'Anselmo di Nonantola il 27 luglio 749. L'edificio fu poi oggetto di un completo rifacimento agli inizi del XX secolo.
Nel giugno 1588 la famiglia Ballocchi, proprietaria di molti terreni nella valle e tra le più antiche del comune di Fanano versò 110 scudi d'oro nelle casse del cardinale Girolamo Mattei affinché la chiesa venisse elevata a dignità parrocchiale con la condizione che il giuspatronato fosse a loro assegnato. Tale elevazione avvenne il 28 luglio 1589 quando era sindaco del comune di Fanano Luca di Alberto Ballocchi. I registri della parrocchia iniziarono ad essere redatti nel 1612.

## Descrizione

### Esterni
La struttura che ci è pervenuta è frutto di una ricostruzione dell'edificio precedente che è stata realizzata dopo il terremoto che ha colpito il territorio nel 1920. 
La chiesa si trova al centro dell'abitato di Ospitale. La facciata a capanna ricorda lo stile romanico e si presente in pietra a vista. Il portale di accesso è affiancato da due semicolonne che reggono la cornice superiore a tutto sesto. Al centro del prospetto, in alto, è presente l'oculo e lateralmente due grandi e allungate finestre a Monofora portano luce alla sala. La torre campanaria, tozza e solida, si trova in posizione leggermente arretrata sulla sinistra e venne costruita nel 1860 dal capitano Giuseppe Ballocchi.

### Interni
La chiesa recente venne edificata tra il 1920 e il 1924 sulle rovine di quella cinquecentesca distrutta dal terremoto. I lavori di ricostruzione furono diretti dal geometra Aurelio Ballocchi direttore dei lavori pubblici durante il ventennio. La sala interna è unica ed ampia e sono presenti tre altari. La zona presbiteriale è leggermente rialzata. L'altare maggiore venne realizzato nel 1924 dalla ditta Fortini. Nell'abside vi è la statua del titolare, San Giacomo Maggiore, la cui edicola venne donata nel 1932 dalla signora Genoveffa Ballocchi. Ai lati vi sono i due altari laterali dedicati alla Madonna di Lourdes e al Sacro Cuore.